# Sperandei
Sperandei (E' Sperannei in dialetto locale) è un rione di Nocera Inferiore, parte del quartiere Storico.

## Etimologia del nome
Secondo l'edizione datata 1804 del Dizionario geografico-ragionato del Regno di Napoli, l'antica zona è nomenclata come Spera in Deo. Dalla quale 
trarrebbe poi il nome.

## Geografia
L'attuale zona comprende un tratto di strada del sub-centro di Nocera Inferiore, nota come Via Fillippo Dentice D'Accadia. Tagliata in due dalla linea ferroviaria, la vicinanza con l'area di San Matteo ed il Borgo frappone la zona tra il nucleo storico di Nocera e quello moderno e commerciale del centro cittadino.

## Storia

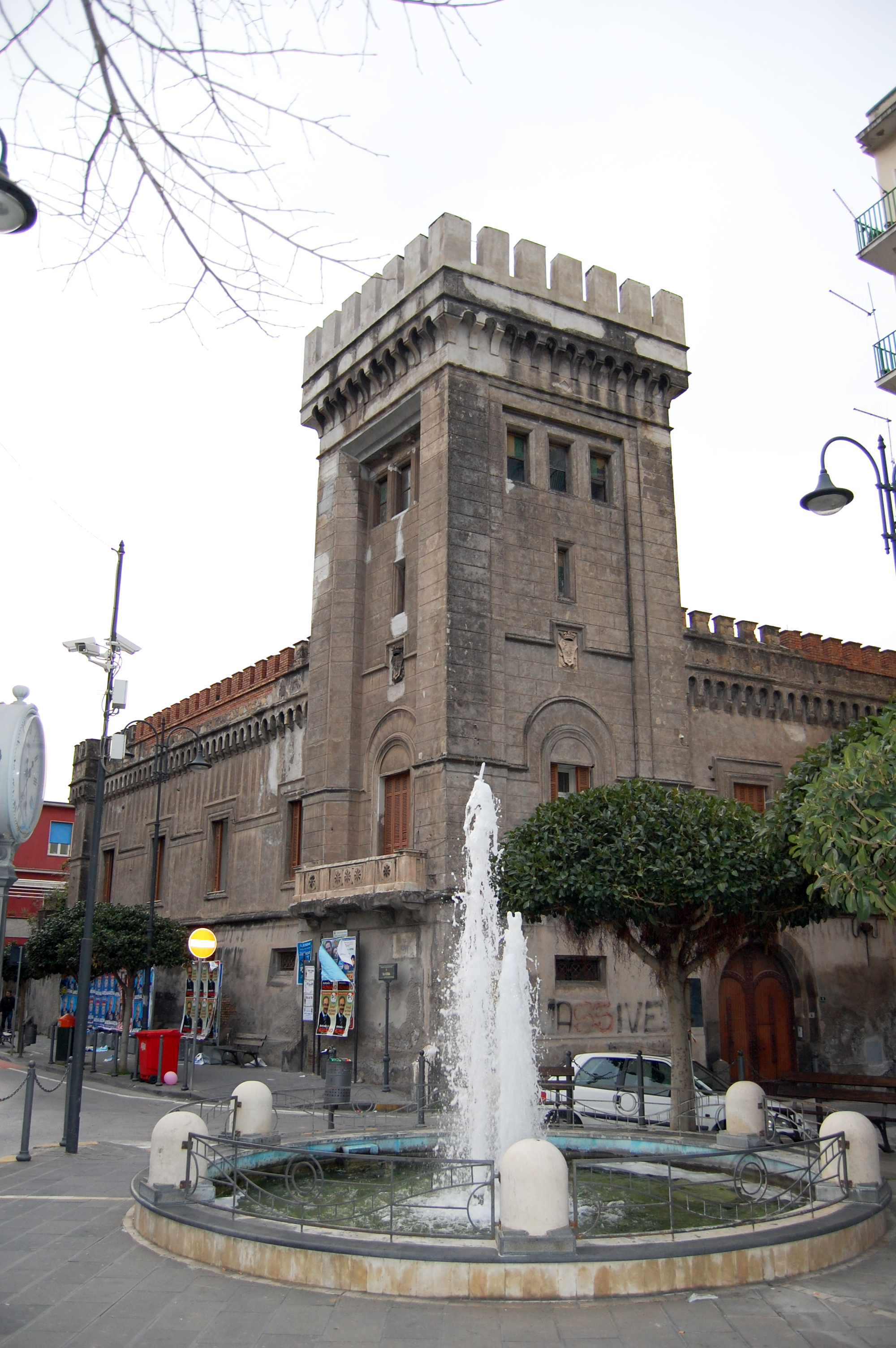
Palazzo Guerritore Broya con la sua torre.

In passato, sotto la giurisdizione di Sperandei vi era una vastissima area rurale, la quale comprendeva le attuali piazza Trieste e Trento (qui sorgeva la Chiesa di Santa Maria delle Pastine, oggi scomparsa), piazza Cianciullo (dove a fine XVII secolo i duchi Castelrodrigo stessero la loro scuderia) e si estendeva fino ai limiti del villaggio di Cicalesi, che assoggettò dopo il 1547.
La zona si iniziò a sviluppare intorno al XIV secolo, in questo periodo vi si stanziò la famiglia angioina dei Broya (o Broja), circa due secoli dopo si formò come Università di Sperandei (Urbs Nucerina Sperandei).
Sebbene la sua sfera d'influenza fosse estesa, gli abitanti non superavano mai i 33 fuochi (poco più di 160 abitanti).
A metà del XVI secolo nella zona fu edificata una costruzione palaziale appartenente alla famiglia Califano, una delle più influenti dell'area, che fecero erigere al suo interno l'antica cappella di San Giacomo dei Califano, oggi sconsacrata. 
L'edificio passò poi ai Broya, che nel XIX secolo, divenuti Guerritore-Broya, eressero il Palazzo Guerritore Broya.
Le altre famiglie illustri dell'università furono i De Sanctis, ai quali apparteneva la dismessa cappella di Santa Maria del Parto detta anche di Sant'Anna a' Scura, ma soprattutto i Grimaldi, i quali prestavano il loro abitato come parlamento comunale, le strutture sono tutt'oggi visibili, nel XVI secolo, Giovan Battista Grimaldi, Patrizio nocerino, divenne capostipite del ramo dei Grimaldi di Nocera, di Roccapiemonte, Reggio Calabria e Napoli, originando dunque un nuovo ramo della famiglia genovese.

Nel 1806, all'abolizione dei sistemi feudali, nacque provvisoriamente il comune di Nocera Sperandei, il quale trovatosi nell'impossibilità di formare un decurionato minimo di dieci membri per l'esiguità della sua popolazione, decise tra ottobre e dicembre di quell'anno di fondersi con il comune di Nocera San Matteo, fino al 1834.
Fece poi parte del riunito comune di Nocera dal 1834 al 1851, e da quello stesso anno divenne parte del comune di Nocera Inferiore.
Nel 1844, nell'area della sua università, nell'attuale zona di Liporta, fu costruita la Stazione di Nocera dei Pagani.

## Cultura
Nell'area antistante Piazza Guerritore, vi è il Teatro Comunale Diana, riaperto nel 2010, un tempo era anche adibito a cine-teatro.

## Sport
Legata a Sperandei è la Polisportiva Folgore, che ha la sua sede proprio nel cuore di via Dentice D'Accadia dal 2007. La stessa è legata anche alla storica sezione cestistica.

## Galleria d'immagini

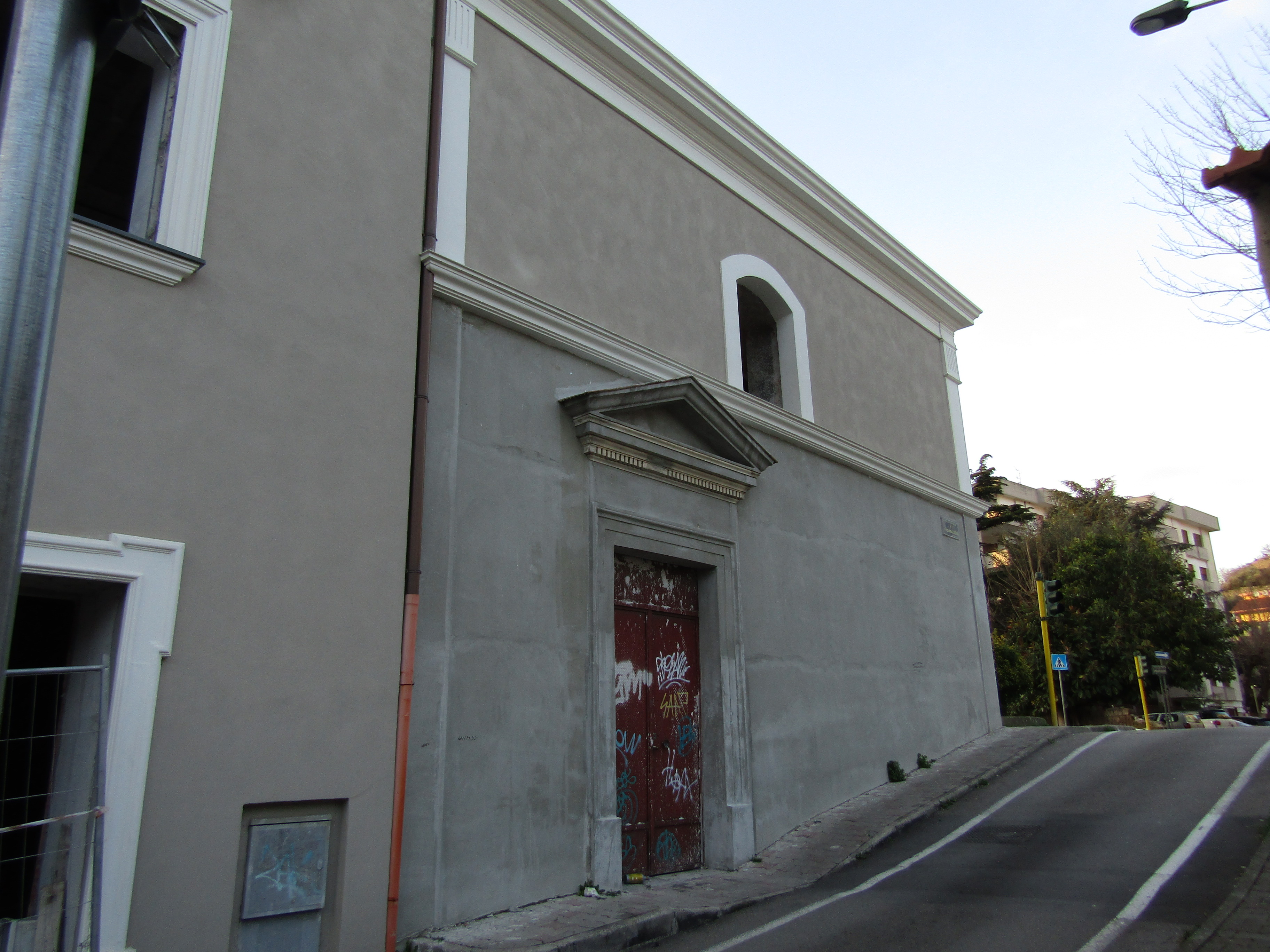
La chiesetta di Santa Maria del Parto detta anche di Sant'Anna a' Scura.
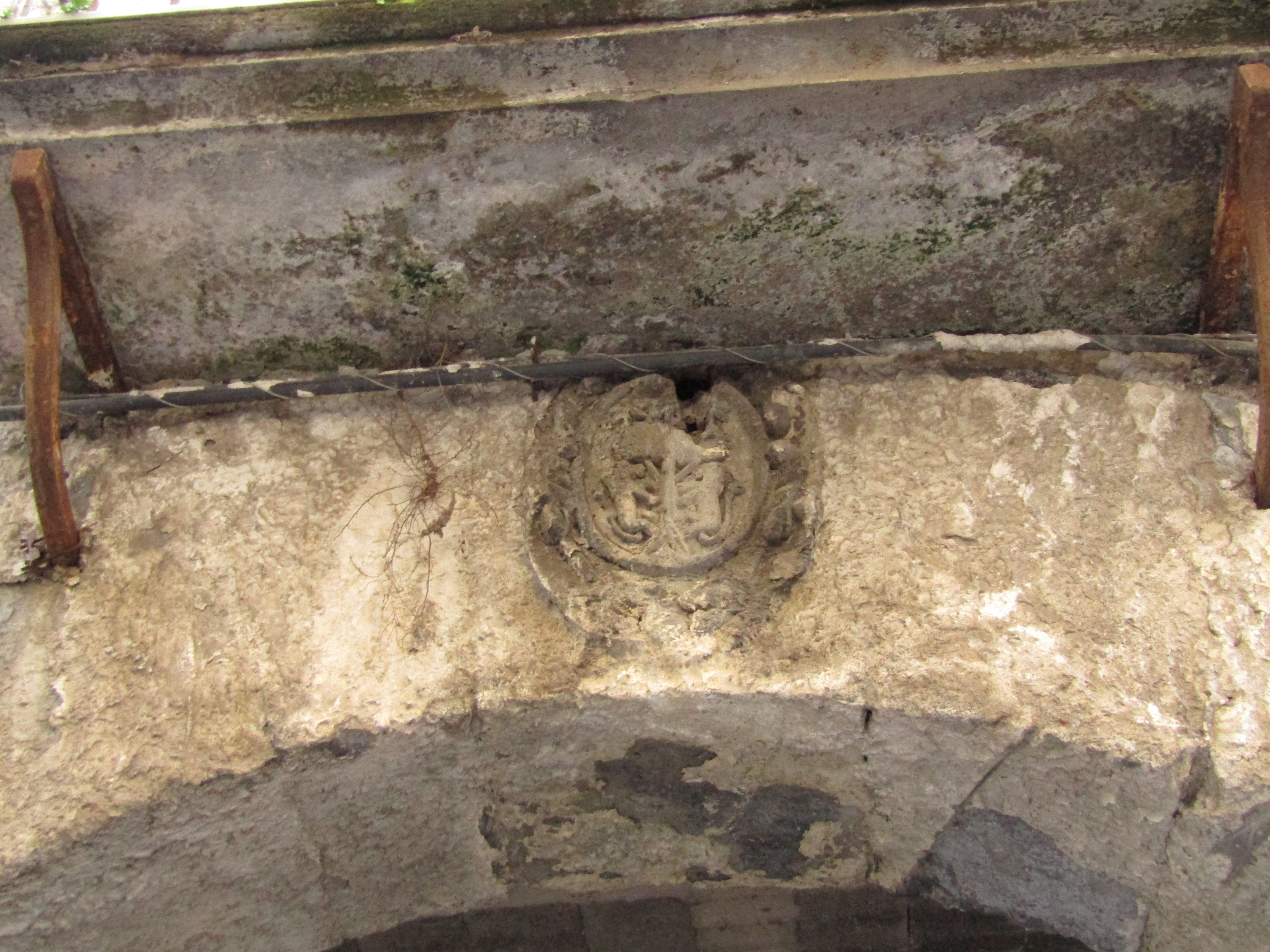
Particolare del Portale Califano, col fregio dell'antica famiglia.
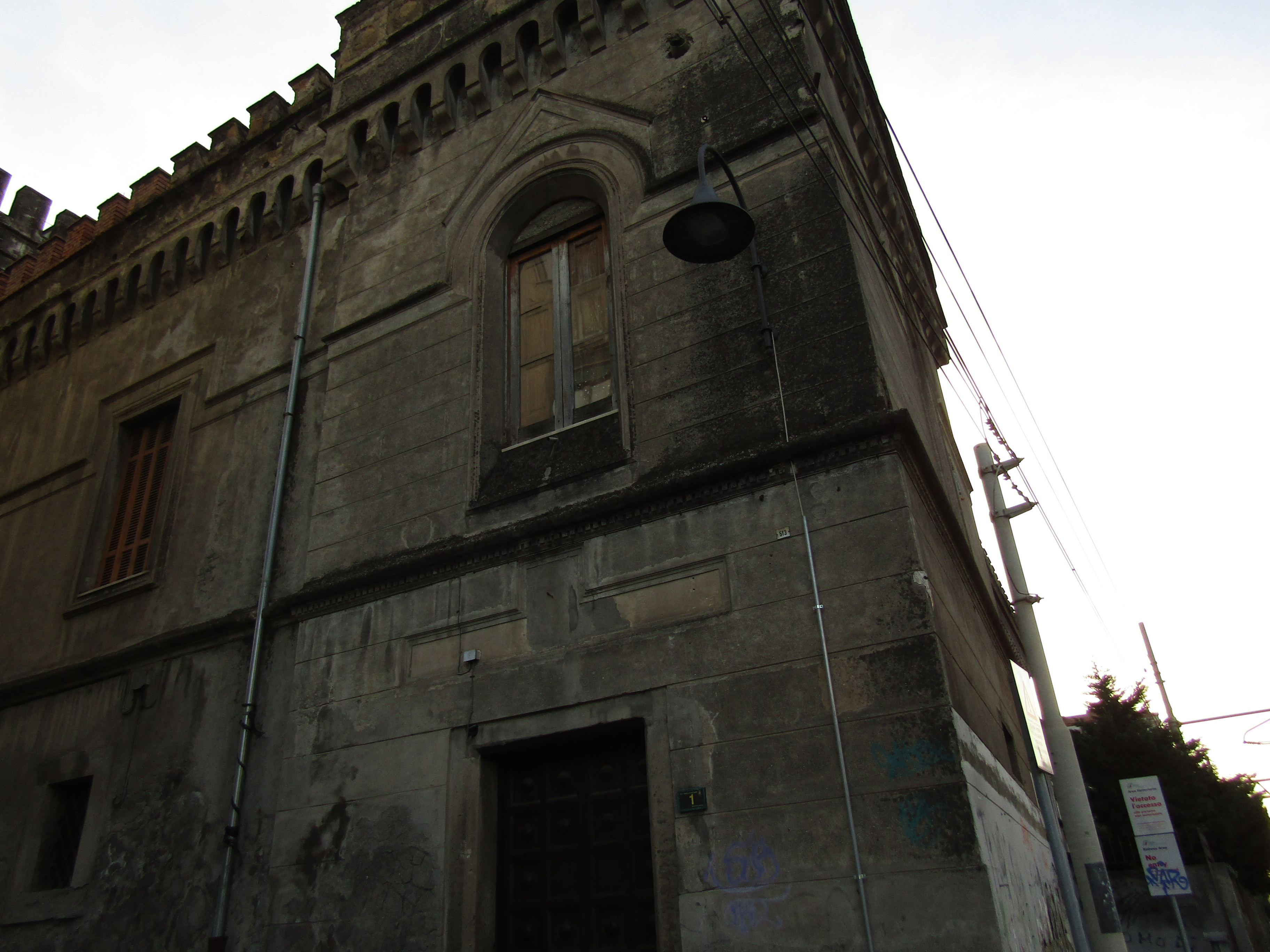
Facciata della dismessa Cappella di San Giacomo dei Califano.